# YouMemo
YouMemo(ユーメモ)は、サイバーリンクが開発・販売していた、デジタルメモを作成するアプリケーションソフトウェアである。
2010年4月7日、発売開始。
2010年12月23日、YouMemo 2へのアップデートを発表。YouCamと連動してビデオやオーディオを取り入れたメモの作成が行えるようになった。
すでに販売・サポートは終了している。